# Verbandsgemeinde Hahnstätten
La comunità amministrativa di Hahnstätten (Verbandsgemeinde Hahnstätten) era una comunità amministrativa della Renania-Palatinato, in Germania.
Faceva parte del circondario del Reno-Lahn.
A partire dal 1º luglio 2019 è stata unita alla comunità amministrativa di Katzenelnbogen per costituire la nuova comunità amministrativa Aar-Einrich.

## Suddivisione
Comprendeva i seguenti 10 comuni:
1. Burgschwalbach
2. Flacht
3. Hahnstätten
4. Kaltenholzhausen
5. Lohrheim
6. Mudershausen
7. Netzbach
8. Niederneisen
9. Oberneisen
10. Schiesheim

Il capoluogo era Hahnstätten.